# Cosmology@home
Cosmology@Home — проект добровольных вычислений, построенный на платформе BOINC. Запущен кафедрой Астрономии и Физики Иллинойсского университета в Урбана-Шампань. По состоянию на 5 сентября 2013 года в нём участвуют 55 957 пользователей (106 909 компьютеров) из 190 стран, обеспечивая вычислительную мощность в 13.04 терафлопс. Проект характеризуется достаточно высокими требованиями к объёму оперативной памяти среди других проектов на платформе BOINC.

## Цели проекта

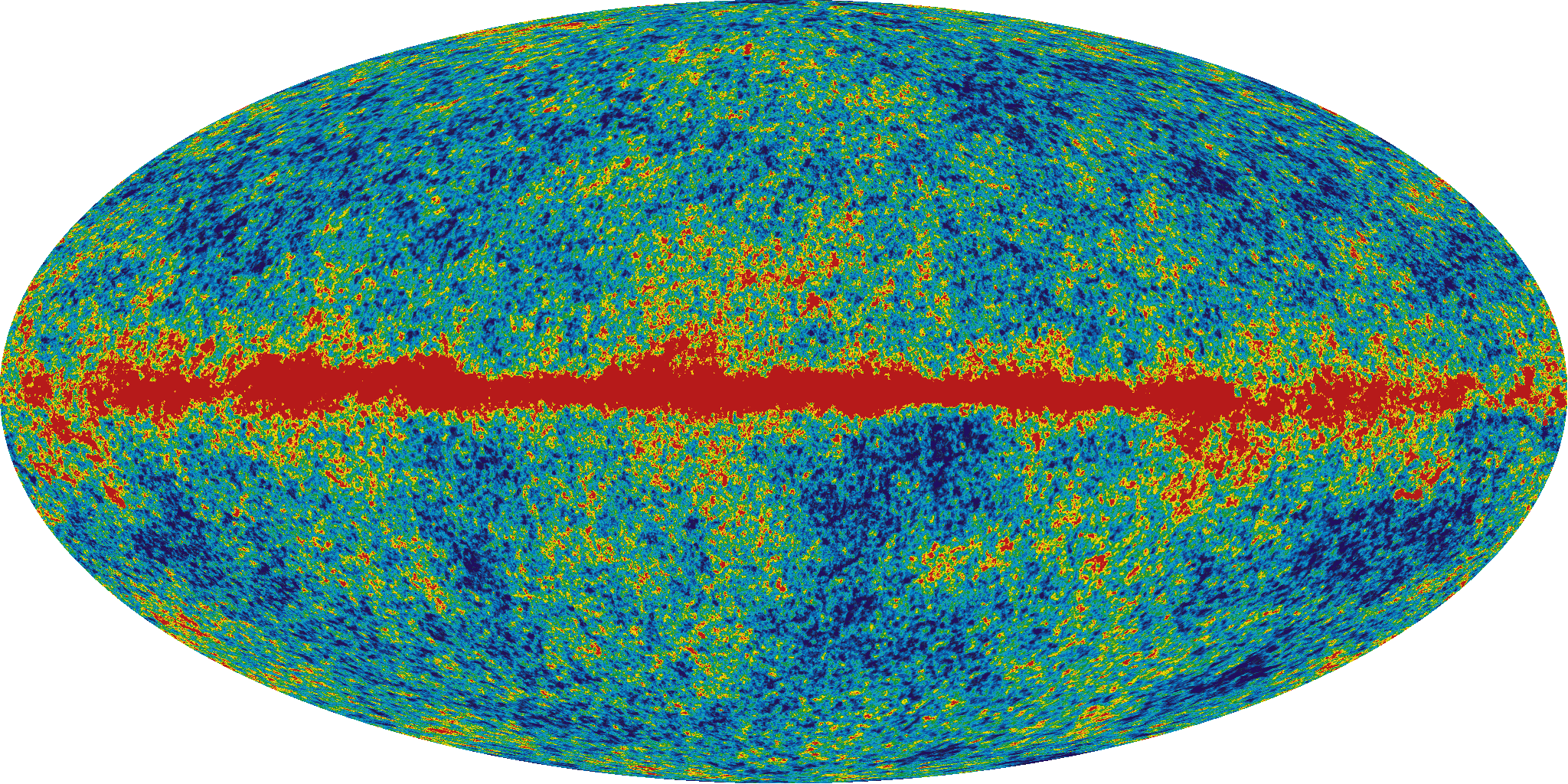
Реликтовое излучение

Целью проекта Cosmology@Home является сравнение теоретических моделей Вселенной с современными астрономическими и физическими данными и поиск модели, наилучшим образом описывающей нашу Вселенную по результатам моделирования и наблюдения реликтового излучения.
Результаты проекта могут помочь при планировании и разработке будущих космологических экспериментов, а также при анализе будущих экспериментальных данных, в частности с космической обсерватории Планка, запуск которой состоялся 14 мая 2009 года.
Модели, предложенные проектом, можно сравнить с данными, получаемыми телескопом Хаббл, а также с колебаниями реликтового излучения, измеряемыми WMAP.

## Методология исследования
Cosmology@Home использует для расчётов распределённые вычисления.
Для любой из теоретически возможных моделей Вселенной Cosmology@Home генерирует десятки тысяч наборов космологических параметров, к которым относятся :
1. Параметры, определяющие содержимое и геометрию Вселенной через уравнения Эйнштейна:
- средняя плотность темной материи во Вселенной {\displaystyle \Omega _{cdm}};
- средняя плотность барионной материи во Вселенной {\displaystyle \Omega _{b}};
- средняя плотность темной энергии во Вселенной {\displaystyle \Omega _{\Lambda }};
- средняя плотность нейтрино во Вселенной {\displaystyle \Omega _{\nu }};
- скорость расширения Вселенной {\displaystyle H_{0}} (постоянная Хаббла).

2. Параметры начальной физики (описывают физические процессы на самых ранних стадиях развития Вселенной из Большого взрыва и отвечают за появление флуктуаций в её структуре):
- интенсивность первичных флуктуаций (англ. Primordial fluctuations) {\displaystyle A};
- корреляционные свойства первичных флуктуаций {\displaystyle n_{s}};
- относительное количество флуктуаций плотности и гравитационных волн {\displaystyle r=T/S}.

3. Свойства темной энергии (описывают общие свойства темной энергии как космологической жидкости (англ. cosmological fluid)):
- параметр уравнения состояния {\displaystyle w};
- скорость изменения параметра уравнения состояния {\displaystyle w_{a}};
- скорость звука в темной энергии  {\displaystyle c_{s}^{2}}.

Также рассматривается возможность исследования влияния дополнительных параметров (начальных возмущений, присутствия неизвестных частиц, специфических свойств темной энергии).
Каждое расчетное задание (англ. work unit, WU) представляет собой вариант Вселенной, определяемый выбранными в начале моделирования значениями параметров. Если для каждого из 15-20 параметров выбрать только 2 возможных значения, потребуется вычисление свойств {\displaystyle 2^{15}-2^{20}} моделей Вселенной. Результаты моделирования подвергаются обработке с использованием алгоритмов машинного обучения PICO (Parameters for the Impatient COsmologist)  для выбора из всего многообразия моделей тех, которые согласуются с экспериментальными данными.
При обработке задания на компьютере участника, компьютер рассчитывает одну из моделей с заданным набором параметров от момента Большого взрыва до наших дней. Результатом такого моделирования является список наблюдаемых свойств Вселенной. Далее эти данные возвращаются на сервера проекта и дожидаются достаточного количества примеров, которые уже обрабатываются на PICO, который разрабатывался учёными в рамках проекта Cosmology@Home и сравнивает полученные данные с реальным миром.

## История
- 6 июня 2007 — Проект запущен в закрытом альфа режиме (только по приглашениям).
- 23 августа 2007 — Открыт для свободной регистрации для участия в альфа-тестировании.
- 5 ноября 2007 — Проект перешёл в стадию бета-тестирования.